# Maciej Bielecki
Maciej Bielecki (Białystok, 19 mei 1987) is een Pools baanwielrenner. Bielecki won in 2016 met de Poolse ploeg de teamsprint tijdens de Europese kampioenschappen baanwielrennen. Bielecki nam deel aan de Olympische Zomerspelen van 2008 en 2012.

## Belangrijkste resultaten
| Jaar     | PK                                  | EK            | WK                        | Overig                            |
| Beloften | Beloften                            | Beloften      | Beloften                  | Beloften                          |
| -------- | ----------------------------------- | ------------- | ------------------------- | --------------------------------- |
| 2007     |                                     | teamsprint    |                           |                                   |
| 2008     |                                     | teamsprint    |                           |                                   |
| 2009     |                                     | teamsprint    |                           |                                   |
| Elite    |                                     |               |                           |                                   |
| 2007     |                                     |               | 9e teamsprint 34e sprint  |                                   |
| 2008     | 8e keirin 9e sprint                 |               | 11e teamsprint 41e sprint | Olympische Spelen: 13e teamsprint |
| 2009     | 6e sprint 7e keirin                 |               | 5e teamsprint             |                                   |
| 2010     | sprint                              |               | 9e teamsprint             |                                   |
| 2011     |                                     | teamsprint    | 9e teamsprint 44e sprint  |                                   |
| 2012     |                                     | teamsprint    | 9e teamsprint             | Olympische Spelen: 10e teamsprint |
| 2013     | teamsprint · sprint · 4e keirin     |               |                           |                                   |
| 2014     |                                     |               | 7e teamsprint             |                                   |
| 2015     | 5e 1km tijdrit 6e keirin 7e sprint  |               |                           |                                   |
| 2016     | 4e sprint 5e keirin                 | teamsprint    |                           |                                   |
| 2017     | teamsprint · 7e sprint              | 7e teamsprint | 4e teamsprint             |                                   |
| 2018     | teamsprint · 6e sprint              | 4e teamsprint |                           |                                   |
| 2019     | teamsprint · 6e sprint              | 6e teamsprint | 7e teamsprint             | Europese Spelen: 7e teamsprint    |
| 2020     |                                     |               | 8e teamsprint             |                                   |
| 2021     |                                     | teamsprint    |                           |                                   |
| 2022     | 5e sprint 7e keirin                 |               |                           |                                   |
| 2023     | 1km tijdrit · 4e sprint · 5e keirin | 5e teamsprint | 8e teamsprint             |                                   |
| 2024     |                                     | teamsprint    | 11e teamsprint            |                                   |

- International Standard Name Identifier: 0000 0001 1369 1443
- Virtual International Authority File: 166152119